# Moed
Moed (en hebreo: מועד) (en español: "Festividades") es el segundo orden de la Mishná, el primer registro escrito de la Torá oral del pueblo judío (también la Tosefta y el Talmud). De los 6 órdenes de la Mishná, Moed es el tercer orden más corto. El orden de Moed consta de 12 tratados:
- Shabbat: (שבת) trata sobre las 39 prohibiciones relacionadas con el trabajo que no debe ser realizado durante el Shabat, también llamado melajá. Este tratado tiene 24 capítulos.

- Eruvin: (ערובין) trata sobre el Eruv, el límite del perímetro sabático, una categoría de construcciones y lugares que alteran los dominios del Shabat para poder transportar objetos y viajar. El tratado tiene 10 capítulos.

- Shekalim: (שקלים) ("Shekels") se ocupa de la recolección del medio-Shekel así como de la gestión de los gastos del Templo de Jerusalén. Tiene 8 capítulos.

- Yoma: (יומא) ("Día"); llamado también Kipurim o Yom Ha-Kipurim ("El Día de la Expiación"); trata sobre las prescripciones de Yom Kipur, especialmente la ceremonia del sumo sacerdote, el Cohen Gadol. El tratado tiene 8 capítulos.

- Rosh Hashaná: (ראש השנה) ("Año Nuevo") este tratado trata principalmente sobre el ciclo del calendario hebreo, que está regulado por la luna nueva, y sobre los servicios de la festividad de Rosh Hashaná (el Año nuevo judío). El tratado tiene 4 capítulos.

- Jaguigá: (חגי גה) ("Ofrenda del Festival") trata de los Tres Festivales de Peregrinación (Pesaj, Shavuot y Sucot) y la ofrenda de peregrinación que los hombres debían traer a Jerusalén. Este tratado tiene 3 capítulos.

- Pesahim: (פסחים) ("Festividad de Pésaj") trata con las prescripciones con respecto a la Pascua judía y al sacrificio pascual. El tratado tiene 10 capítulos.

- Sucá: (סוכה) ("Tabernáculo"); trata sobre la festividad de Sucot (la Fiesta de los Tabernáculos) y sobre la Sucá. También trata sobre las cuatro especies: (lulav, etrog, hadass, aravah), esto es: (rama de palma, cidra, mirto y sauce) que se sacuden durante la fiesta de Sucot. El tratado tiene 5 capítulos.

- Beitzá: (ביצה) ("Huevo"): (se llama así por la primera palabra del tratado, pero su nombre original es Yom Tov, que significa: "Días festivos"). Este tratado trata principalmente sobre las reglas que deben ser observadas durante los días festivos. Tiene 5 capítulos.

- Taanit: (תענית) ("Ayuno") trata principalmente de los días especiales de ayuno en tiempos de sequía u otros acontecimientos adversos. Tiene 4 capítulos.

- Meguilá: (מגילה) ("Pergamino") contiene principalmente regulaciones y prescripciones referentes a la lectura del pergamino de Ester durante la festividad judía de Purim, y la lectura de otros pasajes de la Torá y los Nevim ("Profetas") en la sinagoga. El tratado tiene 4 capítulos.

- Moed Katán: (מועד קטן) ("Pequeño Festival") trata sobre el Jol HaMoed, estos son los días intermedios del festival de Pésaj y Sucot. Tiene 3 capítulos.

El Talmud de Jerusalén tiene un Guemará en cada uno de los tractatos, mientras que en el Talmud de Babilonia sólo falta el tratado de Shekalim. Sin embargo, en la mayoría de las ediciones impresas del Talmud Babilónico (así como en el ciclo de Daf Yomi), se incluye la Guemará de Jerusalén sobre el tratado de Shekalim.
En el Talmud de Babilonia los tratados de la orden Moed están organizados de la siguiente manera: Shabbat, Eruvin, Pesahim, Shekalim, Rosh HaShaná, Yoma, Sucá, Beitzá, Jaguigá, Moed Katán, Taanit, y Meguilá; mientras que la secuencia en el Talmud de Jerusalén es Shabbat, Eruvin, Pesahim, Yoma, Sheqalim, Sucá, Rosh HaShaná, Beitzá, Taanit, Megilá, Haguigá y Moed Katán.
Durante una festividad en particular, algunos judíos tienen la costumbre de aprender el tratado en un orden que detalla las leyes de ese festival en particular. (por ejemplo: aprenden el tratado de Rosh Hashaná durante la festividad de Rosh Hashaná).